# Menina planina
Menina planina (deutsch: Menina-Alm oder Menina-Plateau) ist der slowenische Name für eine flache, voralpine Karst-Hochebene auf einer Höhe von 1200–1450 m über dem Meeresspiegel in den Steiner Alpen.

## Lage
Das Plateau liegt zwischen dem Drete-Tal (Gornji Grad) im Norden, dem Tuhinj-Tal und dem Motnik-Tal (Kamnik) im Süden, dem Črnivec-Pass im Westen und dem Lipa-Pass an der Grenze zur Dobrovlje-Hochebene im Osten.
Die Hochebene verläuft in Ost-West-Richtung und ist über 20 km lang, in Nord-Süd-Richtung erstreckt sie sich über 10 km. Der höchste Gipfel des Plateaus ist der Vivodnik (1508 m. ü. M.), wo sich auch ein Aussichtsturm befindet. Er liegt 15 Gehminuten von der Menina-Almhütte Dom na Menina planina (1453 m. ü. M.) entfernt.

## Landschaft
Der Nordhang ist mit Mischwald bewachsen, die Südhänge sind von Wäldern, Weiden und Feldern durchzogen und die Höhenlage ist von ausgedehnten Weiden bedeckt. Die Karstebene besteht aus Kalkstein und Dolomit und ist daher stark durch Dolinen, Becken, Höhlen und Schluchten erodiert. In der Nähe der Almhütte befindet sich die 30 m tiefe Jespa-Karsthöhle.
Das Plateau weist viele Mikro- und Makroformen der Karstoberfläche und eine reiche Flora auf, auf der auch seltene Alpenblumen wachsen.

## Gipfel
Der höchste Gipfel ist Vivodnik. Der Goli vrh (1420 m. ü. M.) erhebt sich östlich über der Hochebene von Šavnica und Veternik (1448 m. ü. M.) im Norden. Die schönste Aussicht hat man vom Goli vrh, von wo aus man den Krainer Schneeberg (Snežnik), den Ternowaner Wald (Trnovski gozd) und den Bärenberg (Medvednica) oberhalb von Zagreb sehen kann.